# كوادرانس
الكوادرانس (باللاتينية: Quadrans وتعني: "الربع")، ويعرف أيضا بـتيرونسيوس (Teruncius) أي "ثلاث أونصات"، هو عملة رومانية منخفضة القيمة تساوي ربع الأس، ضربت أولا من البرونز ثم من النحاس.

## الكوادرانس المصبوب في ظلالجمهورية الرومانية
في النصف الأول من القرن الثالث قبل الميلاد، كانت عملات الكوادرانس تعد من الفئات الفرعية للأس، وتضرب من البرونز المصبوب، وتميز بثلاث حبيبات تمثل ثلاث أونصات كعلامة على القيمة.

## الكوادرانس المضروب في العصر الجمهوري
حافظ الكوادرانس المضروب على علامة قيمته المميزة المكونة من ثلاث نقاط.
وبعد سنة 90 ق.م تقريبا، ومع تقليص المعيار البرونزي إلى ما يعرف بـ"المعيار النصفي"، أصبح الكوادرانس أصغر العملات المنتجة. استمرت ضرب عملات كوادرانس محلية تزن حوالي 1 غرام في غالة ناربون مثل نيم وكافايون حتى إصلاحات أغسطس وما بعدها.

## الكوادرانس في العصر الإمبراطوري
عند تأسيس النظام النقدي الخاص بـأغسطس، أعيد إدراج الكوادرانس كعملة نحاسية صغيرة تزن نحو 3.1 غرام.
ظهرت هذه العملة متأخرة في النظام النقدي، حوالي سنة 9 ق.م أو 7 ق.م، وضربت بكميات كبيرة من قبل دار سك النقود في لوغدونوم (ليون الحديثة) وروما، وكذلك أحيانا من قبل وحدات متجولة مرتبطة بالجيوش الرومانية.
من بين المدن التي ضربت الكوادرانس كانت قيصرأوغوستا في إسبانيا، التي أصدرت عملات من فئات السسترس والديبوندياس والكوادرانس في عهد أغسطس وتيبيريوس.
خلافا لعملات العصر الإمبراطوري الأخرى، نادرا ما كانت الكوادرانس تحمل صورة الإمبراطور. وتظهر الإصدارات المحلية في غالة صورة الثور ذي القرنين على الظهر، وهو تصميم مأخوذ من النقود البرونزية الصغيرة لمدينة مارسيليا.

## المقابل الشرقي
الكلمة اليونانية المرادفة للكوادرانس هي "كودرنتس" (κοδράντης)، وقد ترجمت في نسخة الملك جيمس إلى "فارثينغ" (farthing). وفي العهد الجديد، كانت القطعة التي تعادل نصف الكالكوس الأتيكي تساوي نحو 3/8 من الكوادرانس. وفي إنجيل مرقس، عندما تبرعت أرملة فقيرة بقطعتين من العملة (ليبتا)، أشار الكاتب إلى أنهما تساويان كوادرانس واحدا.إنجيل مرقس، 12:42

## صور

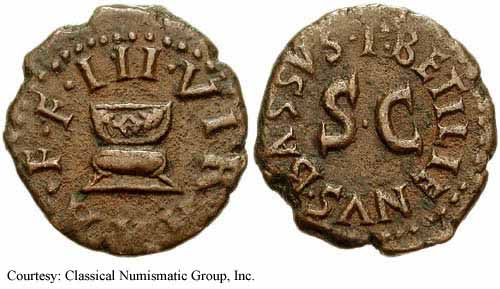
كوادرانس صادر في عهد أغسطس، عليه مذبح وعلامة S.C.
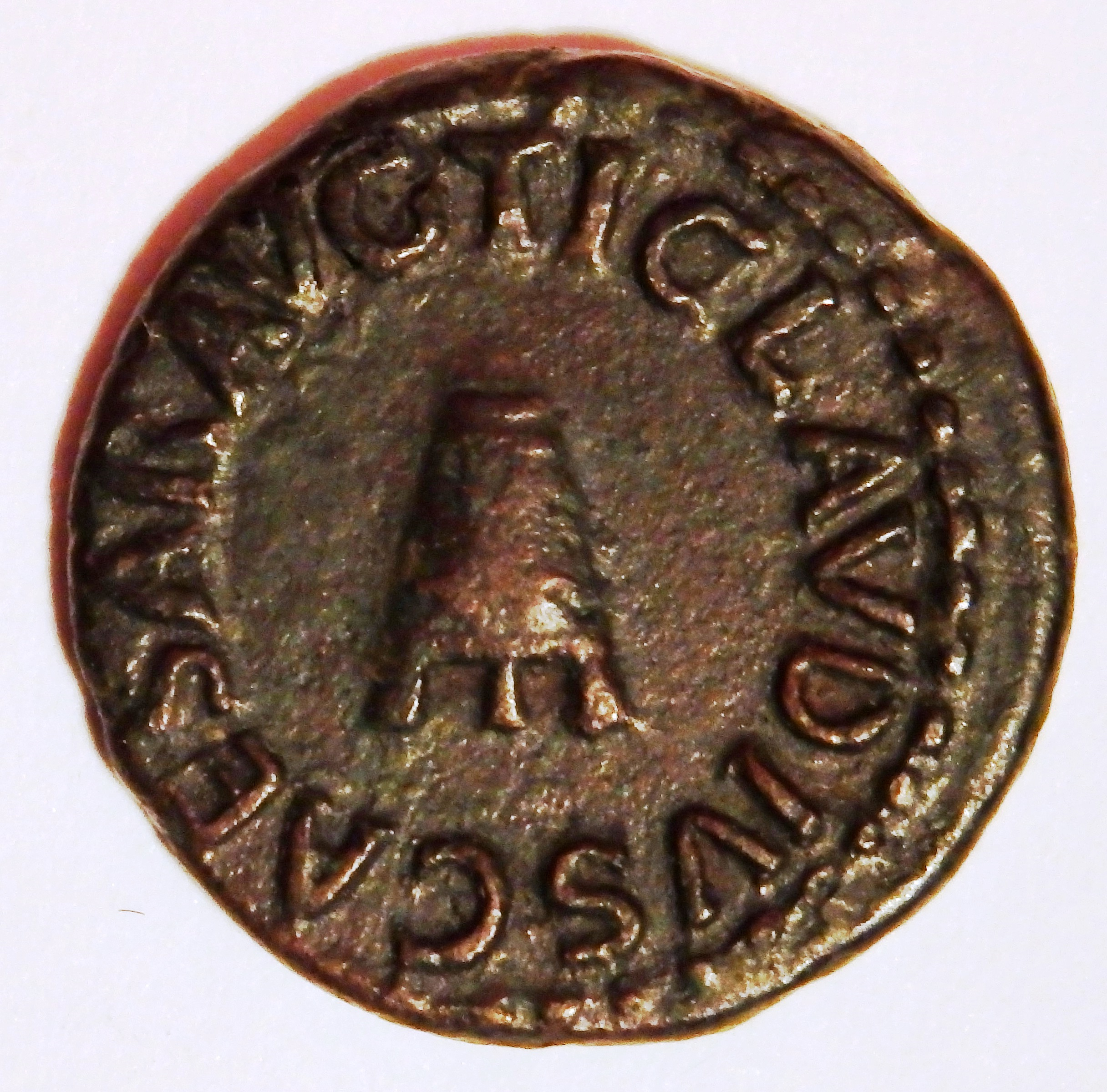
كوادرانس للإمبراطور كلوديوس، سنة 41، يُظهر مكيال قمح (موديوس)
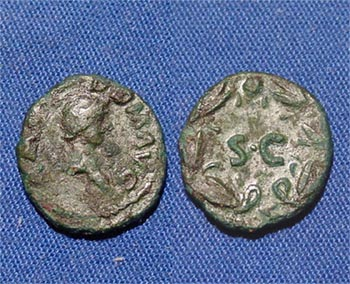
كوادرانس للإمبراطور دوميتيان، يُظهر مينيرفا برأس خوذة وعلامة S.C.